# Liste von Bauwerken in Liberec

Stadtwappen von Liberec

Die Liste von Bauwerken in Liberec beinhaltet die bedeutendsten Bauten der modernen Architektur aus der Zeit von 1860 bis 2010 in Liberec. Die aufgeführten Gebäude geben einen Überblick über die Architekturgeschichte der letzten 150 Jahre und ihre Architekten, sie führen den Betrachter durch die Architekturstile dieser Periode.
Die bekanntesten Bauwerke sind auf den Architektur-Webseiten der Stadt Liberec zu finden.
Nur wenige dieser Bauten stehen unter Denkmalschutz. Diese Liste ergänzt die Liste der denkmalgeschützten Objekte in Liberec.

## Liste von Bauwerken in Liberec-Reichenberg
Die bedeutendsten Bauwerke sind in dieser Liste zusammengestellt. Gebäude, die unter Denkmalschutz stehen, sind mit der ÚSKP-Nr. der Zentralen Liste der Kulturdenkmale der Tschechischen Republik (Ústřední seznam kulturních památek České republiky) gekennzeichnet.